# DFFB
DFFB (англ. DNA fragmentation factor subunit beta) – білок, який кодується однойменним геном, розташованим у людей на короткому плечі 1-ї хромосоми.  Довжина поліпептидного ланцюга білка становить 338 амінокислот, а молекулярна маса — 39 110.
| 10         |  | 20         |  | 30         |  | 40         |  | 50         |
| ---------- |  | ---------- |  | ---------- |  | ---------- |  | ---------- |
| MLQKPKSVKL |  | RALRSPRKFG |  | VAGRSCQEVL |  | RKGCLRFQLP |  | ERGSRLCLYE |
| DGTELTEDYF |  | PSVPDNAELV |  | LLTLGQAWQG |  | YVSDIRRFLS |  | AFHEPQVGLI |
| QAAQQLLCDE |  | QAPQRQRLLA |  | DLLHNVSQNI |  | AAETRAEDPP |  | WFEGLESRFQ |
| SKSGYLRYSC |  | ESRIRSYLRE |  | VSSYPSTVGA |  | EAQEEFLRVL |  | GSMCQRLRSM |
| QYNGSYFDRG |  | AKGGSRLCTP |  | EGWFSCQGPF |  | DMDSCLSRHS |  | INPYSNRESR |
| ILFSTWNLDH |  | IIEKKRTIIP |  | TLVEAIKEQD |  | GREVDWEYFY |  | GLLFTSENLK |
| LVHIVCHKKT |  | THKLNCDPSR |  | IYKPQTRLKR |  | KQPVRKRQ   |  |            |

A: Аланін

C: Цистеїн

D: Аспарагінова кислота

E: Глутамінова кислота

F: Фенілаланін

G: Гліцин

H: Гістидин

I: Ізолейцин

K: Лізин

L: Лейцин

M: Метіонін

N: Аспарагін

P: Пролін

Q: Глутамін

R: Аргінін

S: Серин

T: Треонін

V: Валін

W: Триптофан

Кодований геном білок за функціями належить до гідролаз, нуклеаз. 
Задіяний у такому біологічному процесі як апоптоз. 
Локалізований у цитоплазмі, ядрі.